# Milieu intérieur
Milieu intérieur o medio interno, es una frase acuñada por Claude Bernard para referirse al entorno fluido extracelular más particularmente el fluido intersticial, y su capacidad fisiológica  para asegurar la estabilidad de protección para los tejidos y órganos de los organismos multicelulares. 

## Origen
Claude Bernard usó la frase en varias obras desde 1854 hasta su muerte en 1878. Lo más probable es que lo adoptó del histólogo Charles Robin, que había empleado la frase "milieu de l’intérieur" como sinónimo de la antigua idea hipocrática de los humores. Bernard inicialmente estaba preocupado por el papel de la sangre, pero más tarde incluyó el de todo el cuerpo para garantizar esta estabilidad interna. Resumió su idea de la siguiente manera:

La fijeza del medio supone una perfección del organismo de tal manera que las variaciones externas se compensan y equilibran en cada instante... Todos los mecanismos vitales, por muy variados que sean, tienen siempre un objetivo, mantener la uniformidad de Las condiciones de vida en el ambiente interno... La estabilidad del ambiente interno es la condición para la vida libre e independiente.
Claude Bernard

El trabajo de Bernard con respecto al entorno interno de regulación fue apoyado por el trabajo en Alemania al mismo tiempo. Mientras que Rudolf Virchow se enfocó en la célula, otros, como Carl von Rokitansky continuaron estudiando la patología humoral, particularmente la cuestión de la microcirculación. Von Rokitansky sugirió que la enfermedad se originó en un daño a esta microcirculación vital o sistema interno de comunicación. Hans Eppinger Jr., profesor de medicina interna en Viena, desarrolló el punto de vista de von Rokitansky y demostró que cada célula necesita un entorno adecuado al que llamó sustancia fundamental para una microcirculación exitosa. Este trabajo de científicos alemanes fue continuado en el siglo XX por Alfred Pischinger, quien definió las conexiones entre la sustancia fundamental o la matriz extracelular y los sistemas nervioso hormonal y autónomo y vio en ellos un complejo sistema de regulación del cuerpo como un todo y para el funcionamiento celular, que denominó sistema regulatorio de base (das System der Grundregulation).

## Recepción temprana
La idea de Bernard fue inicialmente ignorada en el siglo XIX. Esto sucedió a pesar de que Bernard fue altamente honrado como el fundador de la fisiología moderna (recibió el primer funeral de Estado en Francia para un científico). Los anglosajones, incluida la edición de 1911 de Encyclopædia Britannica, no lo mencionan. Sus ideas sobre el medio ambiente en el interior solo se convirtieron en fundamentales para la comprensión de la fisiología a principios del siglo XX. Solo con Joseph Barcroft, Lawrence J. Henderson y, en particular, con Walter Cannon y su idea de la homeostasis, recibió su reconocimiento y estatus actuales. La 15.ª edición actual lo considera como la idea más importante de Bernard.

## Desarrollo conceptual
Bernard creó su concepto para reemplazar la idea antigua de las fuerzas de la vida con la de un proceso mecanicista en el que la fisiología del cuerpo se regulaba mediante múltiples retroalimentaciones de ajuste de equilibrio mecánico. La noción posterior de Walter Cannon de la homeostasis (aunque también era mecánica) carecía de esta preocupación, e incluso fue defendida en el contexto de nociones tan antiguas como la medicatrix naturae.
Cannon, en contraste con Bernard, vio la autorregulación del cuerpo como un requisito para el surgimiento evolutivo y el ejercicio de la inteligencia, y además colocó la idea en un contexto político: "Lo que corresponde en una nación al ambiente interno del cuerpo? El análogo más cercano parece ser todo el intrincado sistema de producción y distribución de mercancías". Sugirió, como una analogía a la propia capacidad del cuerpo para asegurar la estabilidad interna, que la sociedad debería preservarse con una burocracia tecnocrática, la "biocracia".
Se ha señalado que la idea de medio interno condujo a Norbert Wiener a la noción de cibernética y retroalimentación negativa que creaba una autorregulación en el sistema nervioso y en las máquinas sin vida, y que "hoy en día, la cibernética, una formalización de la hipótesis de la constancia de Bernard, es visto como uno de los antecedentes críticos de la ciencia cognitiva contemporánea".

### Idea de comunicación interna
Además de proporcionar la base para comprender la fisiología interna en términos de la interdependencia de la matriz celular y extracelular o del sistema base, el concepto fructífero de Bernard del "medio interno", también ha llevado a una investigación significativa sobre el sistema de comunicación que permite la dinámica compleja de la homeostasis. 

#### Trabajo de Szent-Györgyi
El trabajo inicial fue realizado por Albert Szent-Györgyi, quien concluyó que la comunicación orgánica no podía explicarse únicamente por las colisiones aleatorias de las moléculas y los campos de energía estudiados, así como el tejido conectivo. Conocía el trabajo anterior de Moglich y Schon (1938) y Jordan (1938) sobre mecanismos no electrolíticos de transferencia de carga en sistemas vivos. Szent-Györgyi lo exploró y avanzó más a fondo en 1941 en una Lectura Mental de Koranyi en Budapest, publicada en Science y Nature, en la que propuso que las proteínas son semiconductores y capaces de una rápida transferencia de electrones libres dentro de un organismo. Esta idea se recibió con escepticismo, pero ahora se acepta generalmente que la mayoría, si no todas, las partes de la matriz extracelular tienen propiedades semiconductoras. La Conferencia Koranyi desencadenó una creciente industria de electrónica molecular, utilizando semiconductores biomoleculares en circuitos nanoelectrónicos. 
En 1988, Szent-Györgyi declaró que "las moléculas no tienen que tocarse entre sí para interactuar. La energía puede fluir a través del (...) campo electromagnético que junto con el agua, forma la matriz de la vida". Esta agua está relacionada también con las superficies de las proteínas, el ADN y todas las moléculas vivas en la matriz. Esta es un agua estructurada que proporciona estabilidad para el funcionamiento metabólico y, también relacionada con el colágeno, la proteína principal en la matriz extracelular y en el ADN. El agua estructurada puede formar canales de flujo de energía para los protones (a diferencia de los electrones que fluyen a través de la estructura de la proteína para crear bioelectricidad). Mitchell (1976) se refiere a estos flujos como "proticidad".

#### Trabajo en Alemania
El trabajo en Alemania durante el último medio siglo también se ha centrado en el sistema de comunicación interno, en particular en lo que se refiere al sistema de tierra. Este trabajo ha llevado a su caracterización del sistema terrestre o de la interacción de la matriz extracelular con el sistema celular como un "sistema regulador base", al ver la clave de la homeostasis, un sistema de comunicación y soporte de todo el cuerpo, vital para todas las funciones.
En 1953, un médico y científico alemán, Reinhold Voll, descubrió que los puntos utilizados en la acupuntura tenían diferentes propiedades eléctricas de la piel circundante, es decir, una menor resistencia. Voll descubrió además que la medición de las resistencias en los puntos daba indicaciones valiosas sobre el estado de los órganos internos. El Dr. Alfred Pischinger, creador del concepto del "sistema de regulación base", así como los Dres. Helmut Schimmel y Hartmut Heine, utilizando el método de detección electro-dérmica de Voll. Esta investigación adicional reveló que el gen no es tanto el controlador sino el repositorio de planos sobre cómo deberían funcionar las células y los sistemas superiores, y que la regulación real de las actividades biológicas reside en un "sistema de regulación base". Este sistema se basa en la sustancia fundamental, un tejido conectivo complejo entre todas las células, a menudo también llamado matriz extracelular. Esta sustancia fundamental está formada por una sustancia fundamental "amorfa" y "estructural". El primero es "un gel transparente, semilíquido producido y sostenido por las células de fibroblastos de los tejidos conectivos" que consiste en complejos de glucoproteínas altamente polimerizados.
La sustancia fundamental, según la investigación alemana, determina qué entra y sale de la célula y mantiene la homeostasis, lo que requiere un sistema de comunicación rápido para responder a señales complejas. 
Esto es posible gracias a la diversidad de estructuras moleculares de los polímeros de azúcar de la sustancia fundamental, la capacidad de generar nuevas sustancias rápidamente y su alta interconexión. Esto crea una redundancia que hace posible la oscilación controlada de valores por encima y por debajo de la homeostasis dinámica presente en todas las criaturas vivientes. Este es un tipo de "memoria a corto plazo" de respuesta rápida de la sustancia fundamental. Sin esta capacidad lábil, el sistema se movería rápidamente a un equilibrio energético, que traería inactividad y muerte.
Para su supervivencia bioquímica, cada organismo requiere la capacidad de construir, destruir y reconstruir rápidamente los componentes de la sustancia fundamental
Entre las moléculas que forman la sustancia fundamental hay superficies mínimas de energía potencial. La carga y descarga de los materiales de la sustancia fundamental causan "oscilaciones de biocampo" (campos de fotones). La interferencia de estos campos crea túneles de corta duración (de 10–9 a hasta 10–5 segundos) a través de la sustancia fundamental. 
A través de estos túneles, con la forma del orificio a través de una rosquilla, los productos químicos de gran tamaño pueden atravesar los capilares a través de la sustancia fundamental hasta las células funcionales de los órganos y luego regresar. Todos los procesos metabólicos dependen de este mecanismo de transporte.
Las principales estructuras energéticas de ordenación en el cuerpo son creadas por la sustancia fundamental, como el colágeno, que no solo conduce la energía, sino que la genera, debido a sus propiedades piezoeléctricas. 
Como el cristal de cuarzo, el colágeno en la sustancia fundamental y los tejidos conectivos más estables (fascia, tendones, huesos, etc.). Transforma la energía mecánica (presión, torsión, estiramiento) en energía electromagnética, que luego resuena a través de la sustancia fundamental (Athenstaedt, 1974). Sin embargo, si la sustancia fundamental está desequilibrada químicamente, la energía que resuena a través del cuerpo pierde coherencia.
Esto es lo que ocurre en la respuesta de adaptación descrita por Hans Selye. Cuando la regulación del terreno está fuera de equilibrio, aumenta la probabilidad de enfermedades crónicas. La investigación realizada por Heine indica que los traumas emocionales no resueltos liberan una sustancia P neurotransmisora que hace que el colágeno adquiera una estructura hexagonal que está más ordenada que su estructura habitual, lo que hace que la sustancia fundamental quede fuera de equilibrio, lo que denomina una "cicatriz emocional provee una importante verificación científica de que las enfermedades pueden tener causas psicológicas".

#### Trabajo en los Estados Unidos
Si bien el trabajo inicial para identificar la importancia del sistema de regulación terrestre se realizó en Alemania, el trabajo más reciente que examina las implicaciones de la comunicación inter e intracelular a través de la matriz extracelular se realizó en los Estados Unidos y en otros lugares. 
La continuidad estructural entre los componentes extracelular, citoesquelético y nuclear fue discutida por Hay, Berezny et al. y Oschman. Históricamente, estos elementos han sido referidos como sustancias fundamentales, y debido a su continuidad, actúan para formar un sistema complejo, entrelazado, que alcanza y contacta cada parte del cuerpo. Incluso desde 1851 se reconoció que los sistemas nervioso y sanguíneo no se conectan directamente a la célula, sino que están mediados por una matriz extracelular.
Investigaciones recientes sobre las cargas eléctricas de los diversos componentes glucoproteína de la matriz extracelular muestran que, debido a la alta densidad de las cargas negativas en los glicosaminoglicanos (proporcionados por los grupos sulfato y carboxilato de los residuos de ácido urónico), la matriz es un sistema redox extenso capaz De absorber y donar electrones en cualquier punto. Esta función de transferencia de electrones alcanza los interiores de las células, ya que la matriz citoplásmica también tiene una carga muy negativa. La matriz extracelular y celular completa funciona como un sistema de almacenamiento biofísico o acumulador de carga eléctrica. 
Desde las consideraciones termodinámicas, energéticas y geométricas, se considera que las moléculas de la sustancia fundamental forman superficies físicas y eléctricas mínimas, de modo que, en función de las matemáticas de las superficies mínimas, los cambios minúsculos pueden provocar cambios significativos en áreas distantes de la sustancia fundamental. Se considera que este descubrimiento tiene implicaciones para muchos procesos fisiológicos y bioquímicos, incluido el transporte de membrana, las interacciones antígeno-anticuerpo, la síntesis de proteínas, las reacciones de oxidación, las interacciones actina-miosina, las transformaciones de sol a gel en polisacáridos.
Pienta y Coffey (1991) publicaron "Transferencia de información armónica celular a través de un sistema de matriz de tensegridad tisular" combinando los conceptos de matriz viva, interacciones vibratorias y resonantes, continuidad celular y tisular, piezoelectricidad, bioquímica del estado sólido, coherencia y tensegridad. Todo ello creando un sistema de comunicación y regulación de organismos vivos en todo el cuerpo.
Una descripción del proceso de transferencia de carga en la matriz es "transporte de electrones altamente vectoriales a lo largo de las rutas de biopolímeros". Otros mecanismos involucran nubes de carga negativa creadas alrededor de los proteoglicanos en la matriz. También hay complejos de transferencia de carga solubles y móviles en células y tejidos (por ejemplo, Slifkin, 1971; Gutman, 1978; Mattay, 1994). 
Rudolph A. Marcus, del Instituto de Tecnología de California, descubrió que cuando la fuerza motriz aumenta más allá de cierto nivel, la transferencia de electrones comenzará a disminuir en lugar de acelerarse (Marcus, 1992) y recibió un Premio Nobel de Química en 1992 por esta contribución a la teoría de las reacciones de transferencia de electrones en sistemas químicos. La implicación del trabajo es que un proceso vectorial de transporte de electrones puede ser mayor cuanto menor sea el potencial, como ocurre en los sistemas vivos.